# 正蔵院 (さいたま市)
正蔵院（しょうぞういん）は、埼玉県さいたま市岩槻区にある真言宗豊山派の寺院。

## 歴史
創建年代は不明であるが、浄光法印によって開山された。当寺が所蔵している阿弥陀如来像に「永禄」の元号が記されており、その頃に創建されたという説もある。
また当寺は18枚の板碑も所蔵している。よって、室町時代には既に存在していたものと推測される。

## 交通アクセス
- 路線バス巻の上停留所より徒歩15分。